# Lac-Oscar
Lac-Oscar est un territoire non organisé situé dans la municipalité régionale de comté d'Antoine-Labelle, dans la région administrative des Laurentides, au Québec, au Canada.

## Démographie
| 2001 | 2006 | 2011 | 2016 | 2021 |
| ---- | ---- | ---- | ---- | ---- |
| 0    | 0    | 5    | 0    | 0    |